# 内莉·卡拉·阿尔韦托
内莉·卡拉·阿尔韦托（西班牙語：Nely Carla Alberto，1983年7月2日—），西班牙女子手球运动员。她曾代表西班牙参加2012年和2016年夏季奥林匹克运动会手球比赛，其中2012年奥运会获得一枚铜牌。